# Coeburn
Coeburn – miasto w Stanach Zjednoczonych, w stanie Wirginia, w hrabstwie Wise.